# Miguel Alario Franco
Miguel Ángel Alario y Franco, químico español nacido en Madrid, el 15 de enero de 1942 y fallecido el 26 de agosto de 2024. Presidente de la Real Academia de Ciencias Exactas, Físicas y Naturales. Se doctoró en Ciencias Químicas en la Universidad Complutense de Madrid (U.C.M.), es catedrático de Química Inorgánica (U.C.M.) y Decano de la Facultad de Ciencias Químicas (1986-1994).

## Estudios
Sus estudios postdoctorales los realizó en Inglaterra, País de Gales, Italia (tres años). 
- Fue Profesor visitante de Cambridge, Grenoble, Berkeley (cinco años).
- Es el fundador y primer Presidente del Grupo de Química de Estado Sólido (GEQUES) de la Real Sociedad Española de Química.
- Fue el Coordinador de los cursos de verano de la U.C.M. en El Escorial (1996-98)
- Director del Grupo de Investigación en Química del Estado Sólido de la Facultad de Químicas de la U.C.M.
- Presidente de la Gordon Research Conference en Química del Estado Sólido (Oxford, U.K., 2003).

## Premios
- Premio de la Real Sociedad Española de Física y Química 1973,
- Premio de la Real Academia de Ciencias, de la Academia de Ciencias de Granada 1988
- Premio Rey Jaime I en Ciencia de Materiales 1991.
- Medalla de la Real Sociedad Española de Química 1996.
- Cochairman del Solid State Chemistry Symposium de la Materials Research Society of USA (diciembre de 2002).
- Premio México de Ciencia y Tecnología (2009)
- Premio de Investigación de la Comunidad de Madrid "Miguel Catalán" (abril de 2011)

## Publicaciones
- Autor de más de 200 artículos científicos en revistas internacionales de la especialidad Real Academia de Ciencias y de tres patentes.
- Director de veintisiete tesis doctorales.
- Es Editor de tres libros y coautor de un libro sobre superconductividad
- Editor asociado de las revistas Microscopy, microstructure and Analysis y Materials Research Bulletin.
- Miembro del comité editorial de otras cinco revistas científicas internacionales y del comité científico de cinco conferencias internacionales y del Advisory Panel in Superconductivity of the European Union.
- Miembro de jurados de concursos de habilitación y de tesis doctorales en Francia y en Rusia y de los Premios de Investigación Príncipe de Asturias, Dupont, Solvay, Ramón y Cajal y Rey Juan Carlos.
- Conferenciante invitado en diferentes congresos y escuelas internacionales.
- Conferenciante invitado en más de 20 universidades europeas y norteamericanas.